# Айкхорст, Констанца
Констанца Айкхорст (нем. Konstanze Eickhorst; род. 6 мая 1961) — немецкая пианистка и музыкальный педагог.

## Биография
Училась у Карла-Хайнца Кеммерлинга в Ганновере, затем у Владо Перлемютера в Париже. В 1981 г. стала победительницей Международного конкурса пианистов имени Клары Хаскил, в 1988 г. выиграла конкурс пианистов имени Гезы Анды. В 1989 г. стала профессором Ганноверской высшей школы музыки и театра — самой молодой женщиной-профессором в истории германских консерваторий; с 1998 г. преподаёт в Любекской высшей школе музыки.
В репертуаре Констанцы Айкхорст, наряду с произведениями Баха, Бетховена, Брамса, Равеля, Берга, особое место занимают произведения женщин-композиторов XIX века: Фанни Мендельсон, Клары Шуман, Луизы Фарранк.